# Tigridia orthantha
Tigridia orthantha là một loài thực vật có hoa trong họ Diên vĩ. Loài này được (Lem.) Ravenna miêu tả khoa học đầu tiên năm 1977.